# Episymploce potanini
Episymploce potanini är en kackerlacksart som först beskrevs av Bei-Bienko 1950.  Episymploce potanini ingår i släktet Episymploce och familjen småkackerlackor. Inga underarter finns listade i Catalogue of Life.